# Kenning

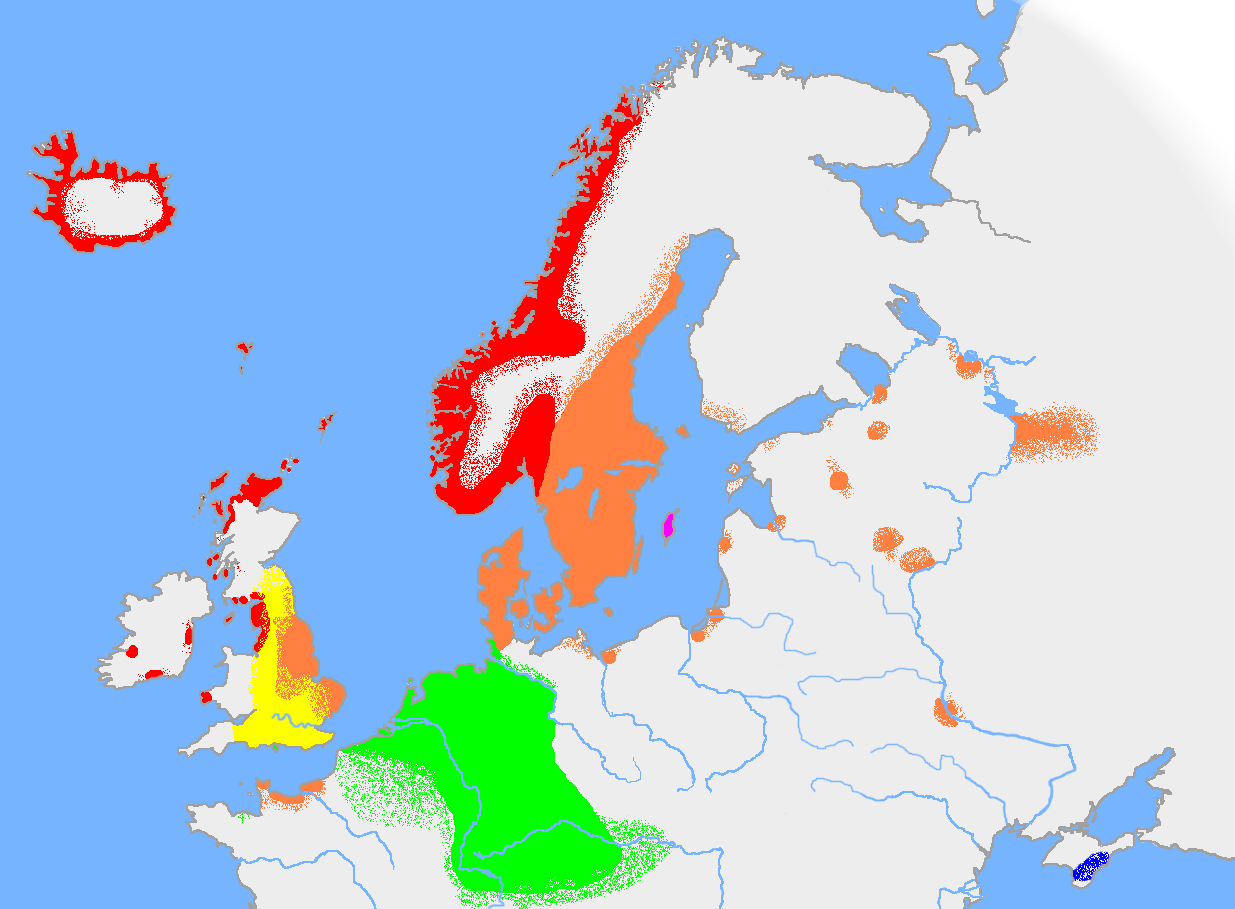
Extensió del norré a inicis del. L'ús de kennings era habitual dins les llengües germàniques antigues i la seva poesia, especialment en les llengües escandinaves i l'anglès antic.
Nòrdic antic occidental
Nòrdic antic oriental
Gòtic de Crimea
Gotlandès antic
Anglosaxó
Llengües germàniques amb les quals el nòrdic antic encara mantenia intel·ligibilitat

Un kenning (pronunciació en modern islandès: cʰɛnːiŋk; derivat del norré) és un tipus de paraula composta metafòrica o frase usada com una al·lusió a una idea més senzilla que (en el seu moment) seria reconeguda fàcilment per l'audiència. Per exemple, «camí (de) cignes» implicaria 'oceà'.
En termes més acadèmics kenning és un tipus de  trop literari, en concret un circumloqui, en la forma d'un compost (en general dues paraules, sovint amb guió) que empra el llenguatge figurat en lloc d'una sola paraula més concreta com un nom. Els kennings estan fortament associats amb el norré i més tard amb la poesia de la llengua islandesa i la llengua anglosaxona. Per exemple, els poetes nòrdics de l'Antiguitat podrien reemplaçar Sverd, la paraula normal per 'espasa', amb un compost més abstracte com aixada feridora (Egill Skallagrímsson: Höfuðlausn 8), o una frase en genitiu com randa íss, 'gel d'escuts' (Einarr Skúlason: Øxarflokkr 9). El terme kenning ha estat aplicat pels erudits moderns a similars figures del llenguatge en altres idiomes, especialment l'anglès antic.

## Etimologia
La paraula va ser adoptada en anglès al segle xix de tractats islandesos medievals de poètica, en particular l'Edda prosaica de Snorri Sturluson, i es deriva en última instància del verb norré Kenna 'conèixer, reconèixer, percebre, sentir, espectacle, ensenyar, etc.', com s'usa en l'expressió Kenna við 'per nomenar després, expressar [una cosa] en termes de [un altre]',,' després del nom; consultar en termes de', i kenna til 'qualificar per, convertir-lo en un kenning afegint'.
El corresponent verb anglès modern ken sobreviu només en els dialectes anglesos molt remots, incloent l'idioma escocès en la forma (lleugeres diferències entre dialectes) de tae ken, excepte la derivada existent en el llenguatge estàndard en l'expressió de conjunt més enllà de la ken, 'més enllà de l'abast del coneixement d'un' i en la forma fonològica alterada estrany, "surrealista" o "sobrenatural". Del norré Kenna es derivà a la llengua islandesa Kenna, idioma suec Kanna, idioma danès Kende, idioma noruec kjenne o kjenna, anglès antic cennan, antic frisó Kenna,  antix saxó Kanna, idioma holandès kennen, antic alt alemany Chennan, alt alemany mitjà i idioma alemany kennen, llengua gòtica kannjan, proto-germànic kannjanan, originalment kunnanan", d'on és deriva la paraula anglesa moderna can, de la mateixa arrel que know.

## Estructura
Els kennings en norré prenen la forma d'un sintagma genitiu (Barú Fakr 'cavall d'onades' = 'vaixell' (Thorbjorn hornklofi: Glymdrápa 3)) o d'una paraula composta (gjálfr-marr 'corser de mar' = 'vaixell' (Anònim: Hervararkviða 27)). Els kennings més simples consten d'una paraula base (stofnorð en modern islandès, en alemany Grundwort) i un determinant (kenniorð en modern islandès, en alemany Bestimmung) que qualifica o modifica el significat de la paraula base. El determinant pot ser un substantiu usat sense inflexions com el primer element d'una paraula composta, amb la paraula-base que constitueix el segon element de la paraula composta. Com a alternativa el factor determinant pot ser un substantiu en genitiu, col·locat abans o després de la paraula base, ja sigui directament o separat de la paraula base per paraules intermèdies.
Així, la paraula base en els exemples anteriors és Fakr ('cavall') i marr ('corser'); els determinants, Barú ('ona') i gjálfr ('mar'). El substantiu tàcit del kenning es refereix al fet que anomena el seu referent, en aquest cas: skip ('vaixell').
En la poesia en norré qualsevol dels components d'un kenning (paraula base o determinant o ambdós) podria consistir en un substantiu comú o bé un heiti, 'sinònim poètic'. En els exemples anteriors, Fakr i marr són clarament lexemes poètics, la paraula normal per 'cavall' en norré és hestr, utilitzada en la prosa i en la parla comú.

## Kennings complexos
Els escaldes també fan servir kennings complexos en què el determinant o, de vegades, la paraula base, estan al seu torn integrats per un altre kenning: grennir Gunn-más 'alimentadors de la gavina de guerra' = 'alimentador de corbs' = 'guerrer' (Thorbjorn hornklofi: Glymdrápa 6); eyðendr Arnar hungrs 'destructor de la fam de l'àguila' = 'alimentadors d'àguiles' = 'guerrer' (Thorbjorn Þakkaskáld: Erlingsdrápa 1). Aquests kennings evoquen els ocells que busquen carronya després d'una batalla. Quan un kenning està incrustat en un altre, com en els casos anteriors, la figura completa s'anomena tvíkent, 'determinat per partida doble, dues vegades modificat'.
Sovint el determinant és en si un kenning, la paraula base del kenning que constitueix el determinant s'adjunta sense inflexions en la part davantera de la paraula amb la base de tot el kenning per formar una paraula composta: mög-fellandi mellu 'destructor de fills de geganta' = 'assassí de gegants' = 'el déu Tor' (Steinunn Refsdóttir: Lausavísa 2).
Si la paraula està composta per més de tres elements es diu que és rekit, 'estesa'.  En la poètica escàldica es registren kennings de fins a set elements. El mateix Snorri accepta kennings de cinc elements com una llicència acceptable però adverteix contra les construccions més extremes: «Níunda er þat at reka til hinnar fimtu kenningar, er ór ættum er ef lengra er rekit; en þótt þat finnisk í fornskálda verka, þá látum vér þat nú ónýtt». 'La novena (llicència) està ampliant el kenning al cinquè determinant, però està fora de proporció si s'estén més enllà. Fins i tot si es pot trobar a les obres dels poetes antics, que ja no tolerem'. El kenning més llarg trobat en la poesia skàldica ocorre en el Hafgerðingadrápa per Þórður Sjáreksson i diu: nausta blakks hlé-mána gífrs drífu gim-slöngvir 'brandador del foc de la ventisca de l'ogressa de la lluna protectora del corser dels coberts per a vaixells', que significa simplement 'guerrer'.

## Ordre de les paraules i comprensió
L'ordre de les paraules en norré era en general més lliure que en anglès modern. Aquesta llibertat és explotada al màxim en el verset escàldic i portada a extrems que van més enllà del que seria natural en prosa. Altres paraules poden intervenir entre un mot base i el seu determinant genitiu, i de tant en tant entre els elements d'una paraula composta (tmesi). Es poden entreteixir kennings i fins i tot clàusules senceres. Gràcies a la morfologia més elaborada del norré, l'ambigüitat és en general menor del que seria si es sotmetera un text anglès a les mateixes contorsions.
Un altre factor que ajuda a comprendre els kennings norrens és que tendeixen a ser molt convencionals. La majoria es refereixen al mateix conjunt reduït de temes i ho fan usant un conjunt relativament reduït de metàfores tradicionals. Així, un líder o un home important es caracteritzen com a generosos, d'acord amb una convenció comuna, i per això els anomenen «enemic de l'or», «atacant del tresor», «destructor de polseres», etc., i un amic del seu poble. No obstant això, hi ha molts casos d'ambigüitat en el corpus, alguns dels quals poden ser intencionals, i algunes proves que en comptes d'usar-lo per conveniència, els escaldes recorrien a l'orde retorçut de paraules per com a fi en si mateix.

## Definicions
Alguns estudiosos consideren el terme kenning àmpliament per incloure qualsevol substantiu substitut que consta de dos o més elements, entre ells merament epítets descriptius (com el norré grand viðar, 'malson de la fusta' = 'foc' (Snorri Sturluson: Skáldskaparmál 36)), mentre que altres el limitarien a les metàfores (com el norré sól húsanna, 'sol de les cases' = 'foc' (Snorri Sturluson: Skáldskaparmál 36)), específicament aquells en què «la paraula base identifica el referent a alguna cosa que no ho és, excepte en una relació especialment concebuda en que el poeta imagina entre ell i el sentit de l'element limitant». Alguns fins i tot exclouen metàfores naturalistes com ara l'anglès antic forstes bend 'vincle del gebre' = 'gel' o hivern-ġewǣde 'vestit de l'hivern' = 'neu': «Una metàfora és un kenning només si conté una incongruència entre el referent i el significat de la paraula base, al kenning la paraula limitant és essencial per a la figura perquè sense ella la incongruència faria qualsevol identificació impossible». Els epítets descriptius són un recurs literari comú en moltes parts del món, mentre que els kennings en aquest sentit restringit són una característica distintiva del norré i, en menor mesura, de la poesia anglesa antiga.
L'ús que fa el mateix Snorri, però, sembla encaixar en el sentit més ampli: «Snorri utilitza el terme kenning per referir-se a un dispositiu estructural, pel qual una persona o un objecte s'indica amb una descripció perifràstica que conté dos o més termes (que pot ser un substantiu amb un o més dependents genitius o un substantiu compost o una combinació d'aquestes dues estructures)». El terme s'aplica certament a frases no metafòriques al Skáldskaparmál: «En sú kenning er áðr var ritat, at kalla Krist konung manna, þá kenning má eiga hverr konungr», 'I aquell kenning que va ser escrit abans, anomenant a Crist el rei dels homes, qualsevol rei pot tenir aquest kenning'. Així mateix a Háttatal: «Þat er kenning at kalla fleinbrak orrostu...» 'És un kenning per a dir 'batalla' xoc de llances»'.
L'expressió de Snorri Kend heiti 'terme qualificat' sembla sinònim de kenningar, encara que Brodeur aplica això més específicament als epítets perifràstics que no estan sota l'estricta definició de kenning.
Sverdlov afronta la qüestió des d'un punt de vista morfològic. Prenent nota que el component de la modificació en paraules compostes germàniques pot prendre la forma d'un genitiu o arrel nua, assenyala similituds de comportament entre els determinants en genitiu i l'element de modificació en paraules compostes regulars en norré, com el fet que ni poden ser modificats per un adjectiu (declinat) independent. D'acord amb aquest punt de vista, tots els kennings són formalment compostos, però amb una tmesi generalitzada.

## Semàntica

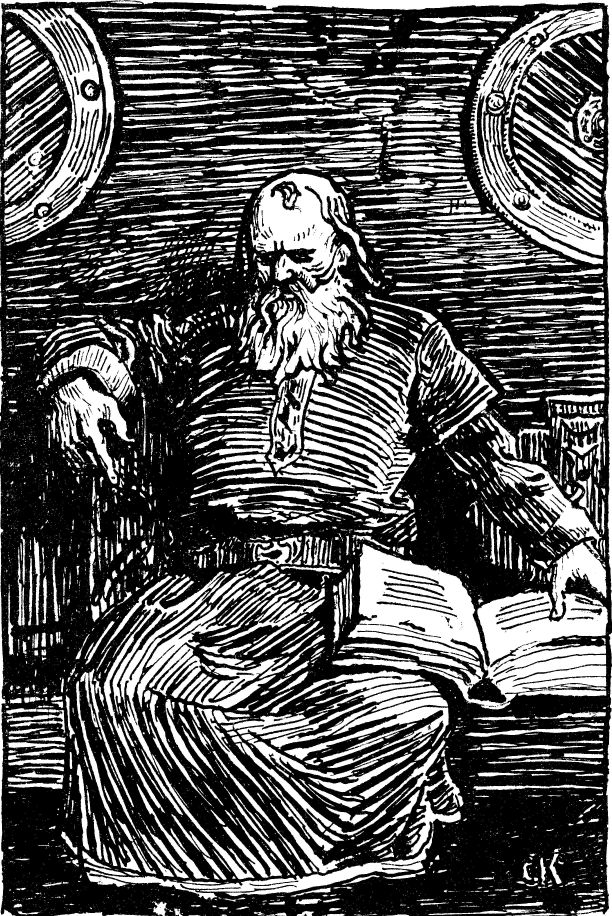
Snorri Sturluson (Christian Krohg, 1890), va intentar regular i definir l'ús dels kennings a la Islàndia medieval.

Els kennings podrien convertir-se en metàfores extenses i, de vegades, vívides: tröddusk törgur fyr […] hjalta harðfótum 'els escuts van ser trepitjats sota els peus durs de les empunyadures (espases)' (Eyvindr Skáldaspillir: Hákonarmál 6); svarraði sárgymir á sverða nesi 'mar-ferit (= sang) ruixat sobre el topall de les espases (= escut)' (Eyvindr Skáldaspillir: Hákonarmál 7). Snorri anomena aquests exemples nýgervingar i els exemplifica en el verset 6 del seu Háttatal. Aquí, l'efecte sembla dependre d'una interacció de més o menys naturalista d'imatgeria i artifici discordant. Però els escaldes no es van negar a l'ús arbitrari i purament decoratiu de kennings: «És a dir, un governant serà un distribuïdor d'or, fins i tot quan ell està lluitant una batalla i l'or es dirà el foc del mar, fins i tot quan és en forma de pulsera d'un home en el seu braç. Si l'home que portava una pulsera d'or està lluitant una batalla en terra la menció del mar no tindrà rellevància a la seva situació i no contribueix a la imatge de la batalla que s'està descrivint».
Snorri estableix el límit en la metàfora mixta, que ell anomena nykrat, 'fet monstruós', (Snorri Sturluson : Háttatal 6), i el seu nebot anomena la pràctica löstr 'un error' (Óláfr hvítaskáld: Third Grammatical Treatise 80). Tot i això, sembla que «molts poetes no es van oposar i preferien juxtaposicions barroques a diferència de kennings senzills amb verbs neutres o incongruents en els seus versos». P. ex.: heyr jarl Kvasis dreyra 'escolta, comte, la sang de Kvasir (= poesia)' (Einarr skálaglamm: Vellekla 1).
De vegades hi ha una mena de redundància de manera que el referent de tot el kenning o el kenning mateix està incrustat: barmi dólg-svölu 'germà de l'oronella de l'hostilitat' = 'germà del corb' = 'corb' (Oddr breiðfirðingr: Illugadrápa 1); blik-meiðendr bauga láðs 'feridors de la resplendor de la terra dels braçals' = 'feridor de la resplendor del braç' = 'feridors de braçals' = 'els líders, els nobles, els homes de posició social' (concebuts com a persones que destruïxen or generosament, és a dir, que el regalen)" (Anònim: Líknarbraut 42).
Mentre que alguns kennings norrens són relativament transparents, molts depenen d'un coneixement de mites o de llegendes nòrdiques específiques. Així, el cel pot ser anomenat de manera naturalista él-ker 'gerra de xàfecs' (Markus Skeggjason: Eiríksdrápa 3) o descrit en termes mítics com a Ymis haus 'crani d'Imi' (Arnórr jarlaskáld: Magnúsdrápa 19). Açò fa referència a la idea que el cel va sorgir del crani del gegant primigeni Imi. Altres també  anomenen entitats mítiques segons certes convencions sense fer referència a cap història específica: rimmu Yggr 'Odin de la batalla' = 'guerrer' (Arnórr jarlaskáld: Magnúsdrápa 5).
Els poetes de la Islàndia medieval fins i tot tracten els temes cristians utilitzant el repertori tradicional de kennings amb al·lusions a la mitologia nòrdica i utilitzen epítets aristocràtics de sants: Þrúðr falda 'deessa dels tocats' = 'santa Catalina' (Kálfr Hallsson: Kátrínardrápa 4).
Kennings del tipus AB, on B té habitualment la característica A i, per tant, aquesta AB és tautològica, tendeix a significar 'com a B, ja que té la característica A', per exemple, «Niord de l'escut» és tautològic perquè el déu Niord per naturalesa té el seu propi escut, significa 'com Njörðr en el sentit que té un escut', és a dir 'guerrer'. Un exemple anglès modern és «Jezabel» com una expressió de desaprovació d'una dona massa aficionada a utilitzar cosmètics.
De vegades, un nom donat a un individu famós d'una espècie s'utilitza per referir-se a qualsevol individu d'aquesta espècie. El norré Valr, per exemple, significa 'falcó', però la mitologia nòrdica antiga parla d'un cavall anomenat Valr i, per tant, en la poesia norrena Valr de vegades s'utilitza per a dir 'cavall'.

## El·lipsi
Un terme pot ser omés d'un kenning conegut: val-teigs Hildr 'deessa (valquíria) del falcó de la terra' (Haraldr Harðráði: Lausavísa 19). La expressió sencera que està implicita aquí és 'deessa de la resplendor/foc/adorn de la terra/seient/perxa del falcó' = 'deessa de la resplendor del braç' = 'deessa de l'or' = 'dama' (caracteritzada d'acord amb la convenció com a portadora de joies d'or, mentre que el kenning per a 'braç' és una referència a la falconeria). El poeta es basa en el coneixement d'aquestes convencions per part dels oients per a evocar el significat.

## Kennings norrens en context
En la següent estrofa dróttkvætt, l'escalda noruec Eyvind Finnson skáldaspillir (m. ca 990) compara l'avarícia del rei Harald Gråfell a la generositat de seu predecessor Haakon el Bo:
Bárum, Ullr, alla,
ímunlauks, á HAUKA
FJÖLLUM Fýrisvalla
fræ Hákonar ævi;
nú hefr fólkstríðir Fróða
fáglýjaðra þýja
meldr í móður holdi
mellu dolgs of folginn
(Eyvindr skáldaspillir: Lausavísa 8).
'Ul·le del porro de la guerra! Vam portar la llavor de Fyrisvellir en les muntanyes dels falcons durant tota la vida de Haakon; ara l'enemic del poble ha amagat la farina dels esclaus desgraciats de Fróði en la carn de la mare de l'enemic de la geganta'.
Es podria parafrasejar: «Oh guerrer, vam portar l'or als braços durant tota la vida de Haakon; ara l'enemic del poble ha amagat l'or en la terra».
ímun-laukr, 'porro de guerra' = 'espasa'.
Ullr és el nom d'un déu, ímunlauks 'déu de l'espasa' = 'guerrer', potser fa referència el rei Harald. Aquest kenning segueix una convenció pel qual el nom de qualsevol déu es combina amb algun atribut masculí (per exemple, la guerra o les armes) per produir un kenning que vol dir 'home'.
Hauka FJÖLL 'muntanyes dels falcons' són 'braços', una referència a l'esport de la falconeria. Això segueix a una convenció en què els braços es diuen la terra (o qualsevol tipus de superfície) del falcó.
Fýrisvalla Frae 'llavor de Fyrisvellir' = 'or'. Aquesta és una al·lusió a una llegenda explicada al Skáldskaparmál i a la saga de Hrólf Kraki, segons la qual el rei Hrolf i els seus homes van escampar or a les planes (Vellir) del riu Fyri, al sud de Gamla Uppsala, per retardar els seus perseguidors.
Fróða fáglýjaðra þýja meldr 'farina d'esclaus desgraciats de Fróði' al·ludeix a la llegenda de Grottasöng i és un altre kenning per a dir 'or'.
móður hold mellu dolgs, 'carn de la mare de l'enemic de la geganta'. Ací és la terra està personificada en la deessa Iord, mare de Tor, enemic dels ètuns, els gegants.

## Anglès antic i altres kenning

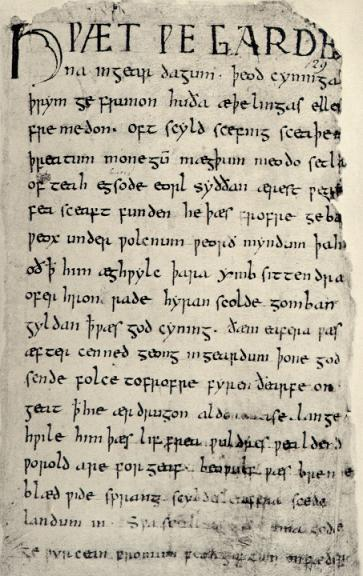
Primera pàgina de Beowulf, poema heroic en anglès antic on s'utilitzen kennings.

La pràctica dels kennings forma tradicionalment una herència germànica comuna, però això ha estat qüestionat, ja que entre les primeres llengües germàniques el seu ús està restringit en gran part al norré i la poesia anglesa antiga. Un possible kenning per 'or' (walha-kurna 'gra romà/gal') es testifica en la inscripció rúnica proto-nòrdica al Tjurkö (I)-C bracteate. Els kennings són pràcticament absents del corpus supervivent de la poesia germànica occidental continental, l'antic saxó Heliand conté només un exemple: lîk-hamo 'gala del cos' = 'cos' (Heliand 3453 b), un compost que, en qualsevol cas, és normal en llengües germàniques de l'oest i llengües germàniques del nord.
Els kennings en anglès antic són tots del tipus simple, que posseeix només dos elements, per exemple, per 'mar': 'seġl-rād 'camí de navegació' (Beowulf 1429 b), swan-rād 'camí de cignes' (Beowulf 200 a), bæð-weġ 'camí de banys' (Andreas 513 a), hron-rād 'camí de balenes' (Beowulf 10), hwæl-weġ 'camí balener' (The Seafarer 63 a). La majoria dels exemples anglesos prenen la forma de paraules compostes en què el primer element és invariable: heofon-candel 'espelma del cel' = 'sol' (Èxode 115 b). També hi ha kennings que consisteixen en una frase en genitiu, però poques vegades heofones ġim 'joia del cel' = 'sol' (The Phoenix 183).
Els poetes anglesos antics solen col·locar una sèrie de sinònims en aposició i aquests poden incloure kennings (sense o vagament definits), així com un referent literal: Hrōðgar maþelode, helm Scyldinga, […] 'L'elm (= protector, senyor) dels Scylding, Hrothgar, va dir [ ... ]' (Beowulf 456).

## Ús modern
John Steinbeck utilitza una aproximació als kennings en la seva novel·la de 1950 Burning Bright, que va ser adaptada en una obra de Broadway del mateix any. D'acord amb el biògraf de Steinbeck Jay Parini, 
| « | L'experiment és benintencionat, però segueix sent idiosincràtic fins al punt de l'absurd. Steinbeck inventa frases compostes (similar a l'ús de kennings de l'anglès antic), com «pèrdua de l'esposa» i «dret de l'amic» i «esfambrat del riure», que simplement semblen excèntrics. | » |